# لوس باريوس دي بويريبا
بلدية لوس باريوس دي بويريبا (بالإسبانية: Los Barrios de Bureba)‏, هي إحدى بلديات مقاطعة برغش, التي تقع في منطقة قشتالة وليون, والتي تقع في شمال غرب إسبانيا.
يبلغ عدد سكانها 249 نسمة وفقاً لإحصائية سنة (2002).